# Deltocephalus costistriatus
Deltocephalus costistriatus är en insektsart som beskrevs av Matsumura 1915. Deltocephalus costistriatus ingår i släktet Deltocephalus och familjen dvärgstritar. Inga underarter finns listade i Catalogue of Life.